# Miranda (Trujillo)
Miranda é um município da Venezuela localizado no estado de Trujillo.
A capital do município é a cidade de El Dividive.